# Río Nenana
El río Nenana es un afluente del río Tanana, de aproximadamente 241 km de largo, discurre por el centro de Alaska en los Estados Unidos. Drena un área de la vertiente norte de la cordillera de Alaska en el borde sur del valle del Tanana al suroeste de Fairbanks. 
Nace del glaciar Nenana en el norte de la cordillera de Alaska, al suroeste del monte Deborah, aproximadamente 160 km al sur de Fairbanks. Fluye un corto trecho hacia el oeste, luego al norte, formando la frontera oriental del parque nacional Denali. Sala de las montañas por el amplio valle pantanoso de Tanana, desembocando en el río Tanana al sur de Nenana, Alaska, aproximadamente a unos 56 km al suroeste de Fairbanks. 
La parte superior del valle del río se utiliza para un tramo de 160 km del Ferrocarril de Alaska y de la carretera de los Parques (Alaska State Highway 3) que enlazan Fairbanks y Anchorage. 
El río fue explorado en 1885 por el teniente Henry Allen del Ejército de los Estados Unidos. Allen lo llamó "Río Cantwell" después de que el teniente John C. Cantwell hubo explorado la región del río Kobuk en 1884 y 1885. 
El río es uno de los destinos más populares para el rafting en aguas bravas en Alaska.

## Galería de imágenes

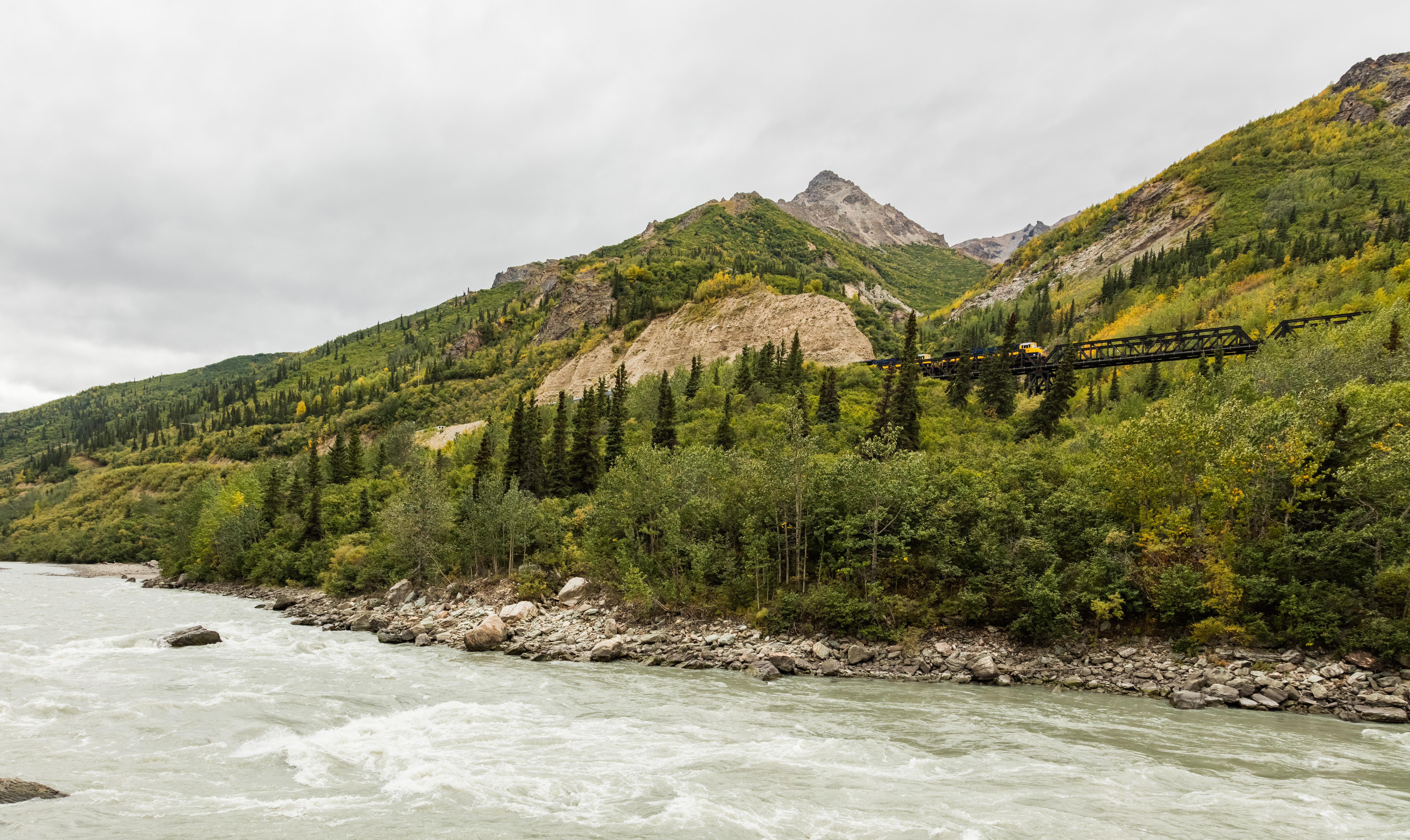
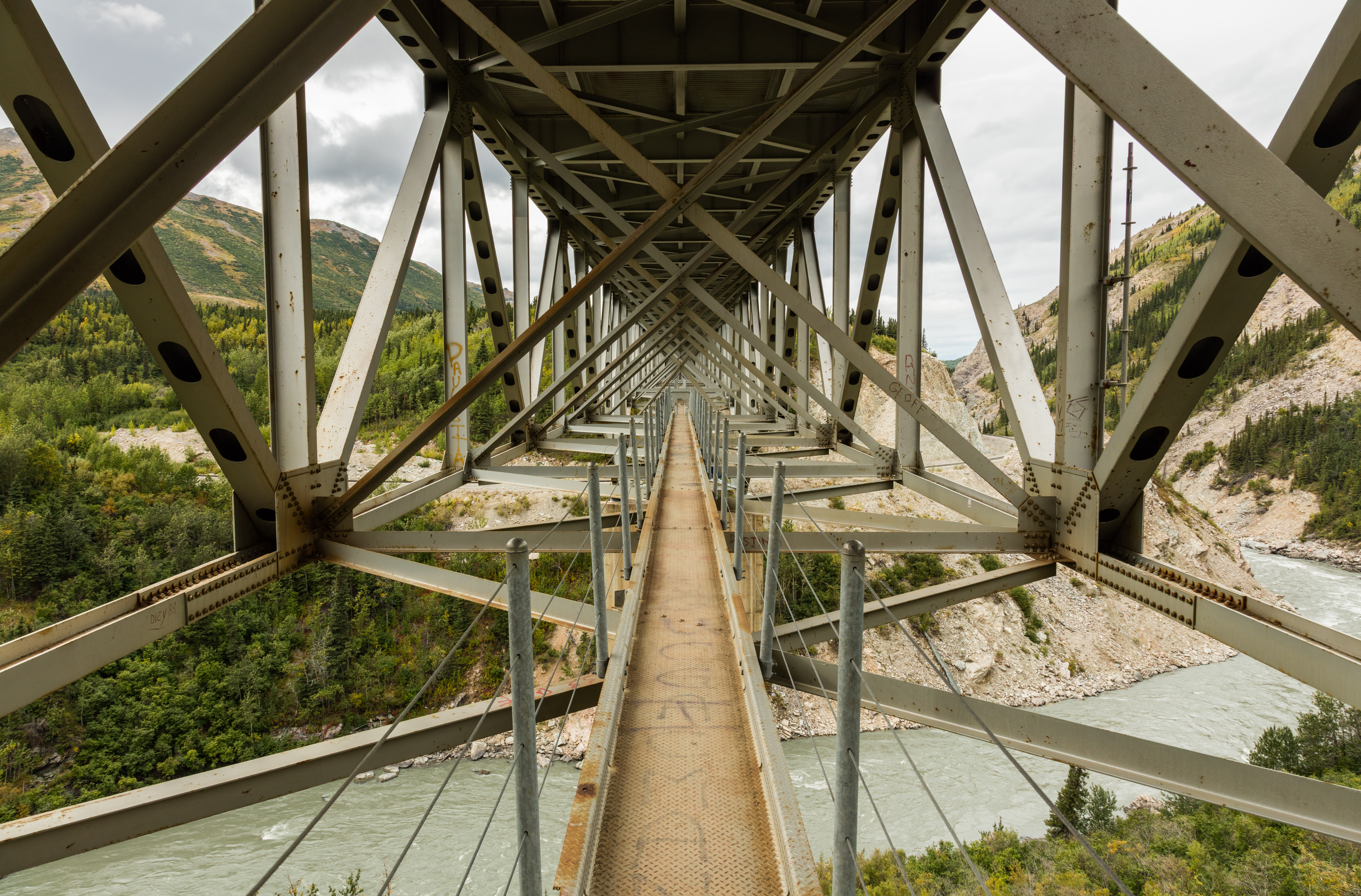
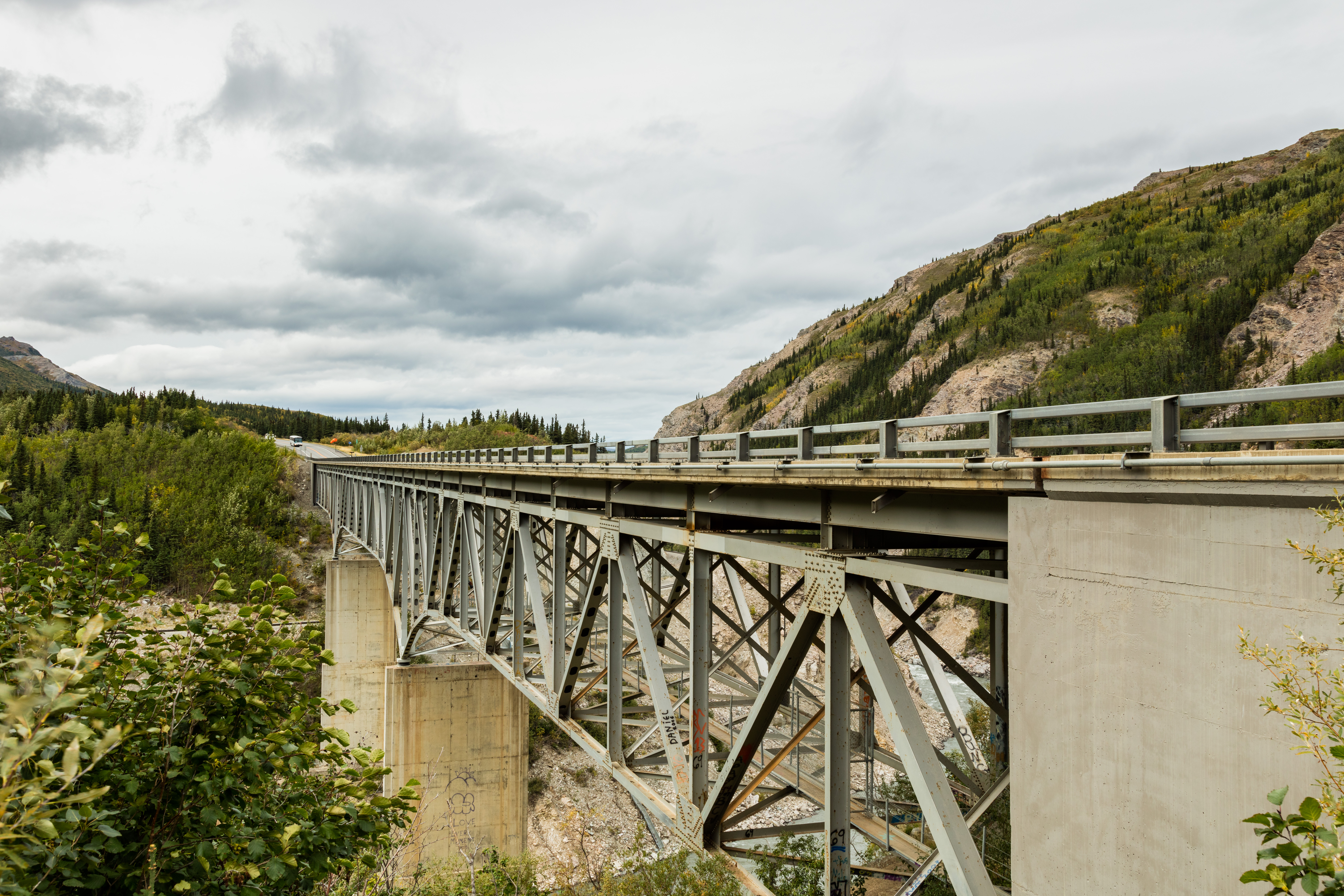